# 田辺貞吉
田辺 貞吉（たなべ さだきち、1847年12月21日 - 1926年1月3日）は、日本の公吏・実業家である。東京府師範学校校長、住友財閥支配人、共同火災保険・共同生命保険・京阪電気鉄道などの社長を歴任した。

## 来歴

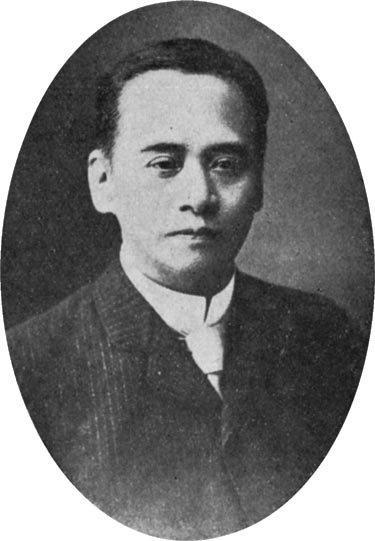
東京府師範学校校長時代の写真（ 東京府青山師範学校(1936)『創立六十年 青山師範学校沿革史』 収録）

1847年12月21日（弘化4年11月14日）、沼津藩士の田辺直之丞（田辺久之丞とも、俳号は瑤草庵四友）の長男として、江戸・桜田門外の水野出羽守家藩邸に生まれる。幼名は秀之助。2歳年下の弟として、手島精一がいる。藩校・明新館を経て、沼津兵学校を卒業した。1869年（明治2年）に菊間藩権少参事、1870年（明治3年）に同少参事に任命された。その後、千葉県大属を勤め、1877年（明治10年）に東京府師範学校校長となった。
1881年（明治14年）5月31日に官職を辞し、住友財閥の雇員として重任局に勤めた。当時の住友家には、広瀬宰平の手により、工部省から沼津藩出身の広瀬担が招かれており、田辺の入社もこの縁であった。翌1882年（明治15年）3月28日に理事、1883年（明治16年）12月3日に副支配人となった。その後、1890年（明治23年）1月5日には神戸支店副支配人、1892年（明治25年）1月5日には神戸支店支配人となる。1894年（明治27年）8月5日に本店支配人となり、1895年（明治28年）1月1日の住友銀行立ち上げ後は住友銀行総支配人となる。1904年（明治37年）7月に引退し、兵庫県武庫郡住吉村に隠居する。後任は志立鉄次郎。
田辺は1903年（明治36年）11月30日設立の京阪電気鉄道に監査役として参与しており、1911年（明治44年）には渡邊嘉一を継ぎ社長となった。田辺のもと、香里園の住宅地としての売却や、摂津電気の買収などがおこなわれた。1913年（大正2年）には経営を土居通夫に引き継ぎ引退した。彼は関西財界の重鎮であり、共同火災保険・共同生命保険などでは社長を勤めたほか、帝国人造糸・九州炭鉱汽船・日本セルロイド・神戸電燈・日本エナメル・帝国鉱泉などの役員を歴任した。また、彼は住吉村在住の他の財界人とともに、1910年（明治43年）、子女教育の場である甲南小学校を設立した。1912年（明治45年）の甲南学園法人化にあたっては、理事長に就任した。1926年（大正15年）1月3日、住吉の自邸で死去した。

## 田辺貞吉邸
住友を退いた1904年7月、田辺は退職金を用いて住吉村に5,000坪の地所を購入した。和洋併置式邸宅であり、洋館部分については野口孫市の設計で1908年（明治41年）に建造された。1915年（大正4年）にはこの邸宅を住友家に譲ったのち、より駅に近いところに地所を購入し、和洋折衷様式の邸宅に移り住んだ。旧田辺邸は、1918年（大正7年）に住友分家の住友忠輝の邸宅、1925年（大正14年）から1937年（昭和12年）にかけて住友家の本邸となった。その後、邸宅は「住吉クラブ」「住吉研修所」として住友系企業に利用され、1977年（昭和52年）から1985年（昭和60年）までは、住友修史室が設置された。1995年（平成7年）の阪神・淡路大震災を経て神戸から京都に移築され、武田薬品工業株式会社京都薬用植物園・展示棟となった。

## 家族
実弟・手島精一の次男である壮吉（1879年・明治12年12月生まれ）と、本岡龍雄の次男である尚雄を養子に取っている。壮吉は東京帝国大学政治学科を卒業したのち渡米し、農場を経営した。1926年（大正15年）に家督を相続し、1928年（昭和3年）時点では日本原毛專務取締役・日本ダイヤモンド取締役であった。尚雄は東京音楽学校を経て東京帝国大学物理学科を卒業し、東洋音楽の研究者となった。また、娘としてはな（1890年・明治23年7月生まれ）がおり、その夫である小西幸助4男の貞造に嫁いだ。ほかに、神谷直儀の長女であるきよ（1883年・明治16年11月生まれ）を養女にとっていたが、奥居彦松に嫁いだ。